# Tehnokracija
Tehnokracija (starogrčki: τεχνοκρατία "vladavina tehnologije") označava često pogrdan izraz za vladavinu profesionalaca ili stručnjaka. Tehnokratske vlade imaju svojstvo temeljiti svoje odluke uglavnom na znanstvenim i tehničkim argumentima i ograničenjima. Tehnokracija se često koristi kao opis sustava u kojem stručnjaci i političari određenom problemu prilaze samo sa stajališta svoje struke, zanemarujući ekonomska, politička, kulturna i druga pitanja.
Dok se pozornost usmjerava na načine i sredstva za pristup problemima, smanjuje se važnost demokratskih procesa i političkog odlučivanja u izboru društvenih ciljeva.
Primjerom tehnokracije smatralo se rukovodstvo Sovjetskog Saveza, npr. Leonid Brežnjev, koji se školovao na metalurškom tehnikumu, svoje je odluke donosio uglavnom s tehničke strane. Također, 1986. godine, 89% članova Politbiroa je bilo inženjerske struke.
Primjeri tehnokratskog vladanja se pripisuju i talijanskom premijeru Mariju Montiju te Lucasu Papademosu i Janu Fischeru koji su obnašali dužnost premijera Grčke, odnosno Češke. Svoj trojici je zajedničko da su ekonomske struke te su vodili svoje države s tog stajališta.
Tehnokracija je prisutna i kod vođa Komunističke stranke Kine koji su uglavnom inženjeri. Petoljetke im omogućuju donošenje tehnokratskih projekata kao što su izgradnja mreže autocesta, brze željeznice i brana na rijeci Jangce za potrebe hidroelektrana.